# Karlo Kosor
Karlo (Marko) Kosor (Trbounje, 25. travnja 1914. – Split, 1. ožujka 1982.) bio je hrvatski katolički svećenik, filolog, vjerski i povijesni pisac.

## Životopis
Završio je Franjevačku klasičnu gimnaziju u Sinju 1931. i filozofski studij 1934. Diplomirao je teologiju u Makarskoj 1938. i južnoslavenske jezike i književnosti na Filozofskom fakultetu u Zagrebu 1947., gdje je 1954. doktorirao tezom o radu fra Josipa Jurina.
Nakon svećeničkog ređenja 1938., službovao je kao pomoćnik magistra klerika u Sinju i postao profesor gimnazije od 1939. do kraja života i njezin ravnatelj (1953. – 1964.). Također je bio magistar klerika, ravnatelj sjemeništa i prefekt studija. U Franjevačkoj provinciji Presvetoga Otkupitelja obnašao je različite dužnosti, uključujući definitora.

## Djela
Karlo Kosor se bavio jezikoslovnim istraživanjima i objavljivao rasprave o Jurinovu gramatičarskom i leksikografskom radu te studije o rukopisnom hrvatsko-latinskom rječniku Matije Jakobovića iz 1710. godine i dvama trojezičnicima iz 18. stoljeća, koje je otkrio u franjevačkim samostanima u Visovcu i Imotskom. Napisao je studije o jeziku bogoslužja i hrvatskim prijevodima Biblije te se zalagao za očuvanje specifičnosti biblijskog stila. U knjizi "Bilješke o jeziku suvremenih hrvatskih pisaca" skupio je prepravljene članke o leksičkim, tvorbenim i sintaktičkim problemima suvremenog standardnog jezika, objavljene u časopisu Marija (1973. – 1975., 1977. – 1978.).
Također je objavio studije o Filipu Grabovcu, priredio izbor Kačićevih i narodnih junačkih pjesama "Pjesmarica," i spomenicu o fra Stanku Petrovu. Kao vjerski pisac, istraživao je mariološke teme i priredio molitvenik "Gospa Sinjska" te objavio "Nepoznati Gospin plač" s otoka Raba. Također je objavio povijesne studije o franjevcima u borbi za narodni preporod 1860. – 1870. te o povijesti Drniša i okolice (Drniška krajina za turskoga vladanja, Drniš pod Venecijom, Drniš u ogledalu tiska za hrvatskog narodnog preporoda u Dalmaciji, Drniška krajina između dva svjetska rata).
Njegovi radovi su objavljeni u različitim periodičkim izdanjima i zbornicima, a rukopisna ostavština čuva se u franjevačkom samostanu u Sinju.